# 伊尼瓦河
伊尼瓦河是俄羅斯的河流，由彼爾姆邊疆區負責管轄，屬於卡馬河的右支流，河道全長257公里，流域面積約5,920平方公里，發源自上卡馬高地，每年十一月至翌年四月結冰，河畔城鎮有庫德姆卡爾。

## 外部連結
- Inva in Great Soviet EncyclopediaArchive.today的存檔，存档日期2012-12-21

58°59′54″N 55°52′13″E / 58.99833°N 55.87028°E